# Lolly Bomb
«Lolly Bomb» — песня российской панк-поп-рейв-группы Little Big. Она была выпущена 8 декабря 2017 года в качестве ведущего сингла из третьего студийного альбома Little Big — Antipositive, Pt. 1.

## История
В интервью с Нож о песне режиссёры сказали следующее:
Клип мы придумали как-то случайно, сидя в кафе, — я, Ильич и Татарка. Сидели, раздували и поняли, что идея Кима и нежные отношения с бомбой нам очень нравятся.Алина Пязок
В песне игра слов lollypop и lollybomb относится к красивой женщине. Ее красота настолько же взрывная, как бомба. У меня давно был набросок. А песню мы делали с нашей командой: музыку написали мы с Любимом, текст — Фэми.Илья Прусикин
Релиз видеоклипа на трек состоялся 8 декабря 2017 года на официальном YouTube-канале Little Big, в день выхода сингла. Режиссёрами видео стали Илья Прусикин и Алина Пязок.
Действие клипа происходит в Северной Корее. Ким Чен Ын влюбляется в ядерную ракету, всячески ухаживает, дело даже доходит до секса. Герой уже хочет предложить выйти замуж, но его подчинённые забирают её у него и проводят вместе с ним с ней испытание, запуская её в небо. Ким очень расстроен из-за этого, но в конце клипа он встречает новую улучшенную ракету.
Группа очень долго искала актёра на роль Ким Чен Ына: сначала среди российских актёров, потом в театрах Казахстана, в итоге нашли австралийца гонконгского происхождения Говарда Икса, профессионально изображающего Кима.

## Награды и номинации
| Год  | Страна   | Премия                      | Категория        | Номинант    | Результат | Прим.       |
| ---- | -------- | --------------------------- | ---------------- | ----------- | --------- | ----------- |
| 2018 | США      | Global Film Festival Awards | Best Music Video | «LollyBomb» | Победа    | [ 5 ] [ 6 ] |
| 2018 | Германия | Berlin Music Video Awards   | Most Trashy      | «LollyBomb» | Победа    | [ 7 ]       |